# (1713) Bancilhon
(1713) Bancilhon és un asteroide que forma part del cinturó d'asteroides i va ser descobert el 27 de setembre de 1951 per Louis Boyer des de l'observatori d'Alger-Bouzaréah, Algèria.
Inicialment va rebre la designació de 1951 SC. Més tard es va nomenar en honor de l'astrònoma francesa Odette Bancilhon.

Bancilhon orbita a una distància mitjana de 2,228 ua del Sol, podent acostar-se fins a 1,815 ua. La seva excentricitat és 0,1852 i la inclinació orbital 3,746°. Empra 1215 dies a completar una òrbita al voltant del Sol.